# Пуньяни, Гаэтано
Гаэтано Пуньяни (итал. Gaetano Pugnani), или Джулио Гаэтано Джероламо Пуньяни (итал. Giulio Gaetano Gerolamo Pugnani; 27 ноября 1731 года, Турин, Королевство Сардиния — 15 июля 1798 года, там же) — итальянский композитор и скрипач.

## Биография
Джулио Гаэтано Джироламо Пуньяни родился 27 ноября 1731 года в Турине, в королевстве Сардиния. Большую часть своей жизни он провёл в родном городе.
Первыми учителями музыки будущего композитора и музыканта были Джованни Баттиста Сомис и Джузеппе Тартини. В 10 лет он уже играл в оркестре театра при дворе королей Сардинии в Турине. Став одним из придворных Его величества, короля Сардинии, Гаэтано Пуньяни был отправлен в Рим, где продолжил образование. Завершив обучение в 1752 году, вернулся на родину и стал первой скрипкой в капелле королей Сардинии. Заграничные турне во Францию в 1754 году и Великобританию в 1769 году снискали ему известность виртуозного исполнителя на скрипке.
Широкую известность и зрительский успех имели его концерты для скрипки в серии так называемых «Духовных концертов» в Париже. В Лондоне композитор получил место концертмейстера оркестра в театре Итальянской оперы. Здесь им была написана и поставлена первая опера «Нанетта и Любино» (итал. Nanetta e Lubino). Однако его популярность как композитора уступала славе скрипача и дирижёра.
После завершения турне по Европе, в 1770 году, он был назначен капельмейстером в капелле королей Сардинии. Наряду с этим композитор занимался педагогической деятельностью. В Турине Гаэтано Пуньяни основал школу игры на скрипке и дирижирования. Его учениками были Антонио Бартоломео Бруни и Джованни Баттиста Виотти.
В 1780—1781 году он совершил последнее турне по Европе, на этот раз посетив с концертами Германию и Россию. Композитора сопровождал его ученик Виотти.
Джулио Гаэтано Джероламо Пуньяни умер в Турине 15 июля 1798 года.

## Творческое наследие
По мнению критиков, музыка Гаэтано Пуньяни сочетает черты итальянского и немецкого музыкальных стилей. Творческое наследие композитора включает 8 опер, 1 ораторию, кантаты, 10 увертюр, 9 концертов для скрипки, камерно-инструментальные ансамбли — 18 сонат для скрипки с басом, 6 сонат для клавесина в сопровождении скрипки, дуэты для скрипки, многочисленные струнные трио, 6 струнных квартетов, 6 квинтетов для 2 скрипок, 2 флейт и виолончели, 12 октетов-симфоний для струнных и духовых инструментов, вокальные сочинения.
В начале XX века под именем Пуньяни были опубликованы два коротких произведения для скрипки в сопровождении фортепиано — «Прелюдия и Аллегро» и «В темпе менуэта», первым исполнителем которых был Фриц Крейслер. Однако в 1935 году Крейслер признался, что публикация этих произведений была мистификацией и что он сам является их автором.
В конце XX — начале XXI века после почти двухсотлетнего забвения сочинения Гаэтано Пуньяни вновь приобрели популярность среди исполнителей.